# Werther Cacciatori
Werther Cacciatori (Carrara, 14 marzo 1912 – Carrara, 12 febbraio 1990) è stato un militare e partigiano italiano, decorato con medaglia d'oro al valor militare.

## Biografia
Di famiglia originaria della Versilia con antiche tradizioni artistiche (il nonno Benedetto Cacciatori fu scultore molto noto). Dopo essersi diplomato presso l’Istituto Tecnico Statale Commerciale e Geometri Domenico Zaccagna, frequentò il Corso allievi ufficiali di complemento presso la Scuola di Applicazione di Artiglieria di Pola, conseguendo la promozione a sottotenente.

## Campagna militare
Nel maggio del 1943 viene trasferito a Lero al comando di una postazione contraerea, dalla quale, assieme ai suoi uomini, contrasta l'attacco tedesco per la conquista dell'isola, iniziato dopo l'armistizio di Cassibile. Pur ferito gravemente, mantiene il caposaldo fino all'esaurimento delle munizioni.

### Il ritorno in Italia
Ferito gravemente alla testa negli scontri con i tedeschi e con un braccio amputato, Werther Cacciatori poté essere rimpatriato con la nave ospedale Gradisca in Italia, dove venne ricoverato prima all'ospedale militare di Francavilla, poi in quello di Bari e, infine, al Centro Mutilati di Giovinazzo.
Collocato in congedo assoluto e iscritto nel Ruolo d'Onore dal 15 marzo 1946, ebbe poi la carica di Presidente della Federazione Nazionale Combattenti della Liguria e il 18 ottobre 1947 viene decorato con una medaglia d'oro al valor militare.
Dopo la carriera militare fu docente di educazione fisica dell'Istituto per geometri e ragionieri Domenico Zaccagna di Carrara e, dal 1947 al 1949, preparatore atletico della Carrarese Calcio 1908. Morì a 78 il 12 febbraio 1990. Al suo funerale parteciparono gli incursori della Marina Militare e i paracadutisti della Brigata Folgore. Sulla bara avvolta nel tricolore era appoggiata la sua medaglia d'oro al valor militare.
Cacciatori riposa nel cimitero di Marcognano.